# Semidalis arabica
Semidalis arabica is een insect uit de familie van de dwerggaasvliegen (Coniopterygidae), die tot de orde netvleugeligen (Neuroptera) behoort. 
De wetenschappelijke naam Semidalis arabica is voor het eerst geldig gepubliceerd door Martin Meinander in 1977.